# Herrarnas keirin i bancykling vid olympiska sommarspelen 2016
Herrarnas sprint i bancykling vid olympiska sommarspelen 2016 avgjordes den 16 augusti 2016 i Rio de Janeiro.

## Medaljörer
| Event            | Guld                       | Silver                        | Brons                      |
| Herrarnas keirin | Jason Kenny Storbritannien | Matthijs Büchli Nederländerna | Azizulhasni Awang Malaysia |

## Resultat

### Första omgången
De två snabbaste cyklisterna gick direkt vidare, medan övriga fick köra uppsamlingsheat.
| Placering | Cyklist                  | Tid    | Noteringar |
| --------- | ------------------------ | ------ | ---------- |
| 1         | Michaël D'Almeida (FRA)  |        | Q          |
| 2         | Joachim Eilers (GER)     | +0,123 | Q          |
| 3         | Theo Bos (NED)           | +0,387 |            |
| 4         | Christos Volikakis (GRE) | +0,467 |            |
| 5         | Patrick Constable (AUS)  | +0,637 |            |
| 6         | Im Chae-bin (KOR)        | +0,859 |            |

| Placering | Cyklist                 | Tid     | Noteringar |
| --------- | ----------------------- | ------- | ---------- |
| 1         | Sam Webster (NZL)       |         | Q          |
| 2         | Matthijs Büchli (NED)   | +0,034  | Q          |
| 3         | François Pervis (FRA)   | +0,035  |            |
| 4         | Krzysztof Maksel (POL)  | +0,378  |            |
| 5         | Azizulhasni Awang (MAS) | +0,484  |            |
| 6         | Callum Skinner (GBR)    | +1,069  |            |
| 7         | Angel Pulgar (VEN)      | REL[R2] |            |

| Placering | Cyklist                 | Tid     | Noteringar |
| --------- | ----------------------- | ------- | ---------- |
| 1         | Damian Zieliński (POL)  |         | Q          |
| 2         | Matthew Glaetzer (AUS)  | +0,033  | Q          |
| 3         | Kang Dong-jin (KOR)     | +0,063  |            |
| 4         | Edward Dawkins (NZL)    | +0,076  |            |
| 5         | Kazunari Watanabe (JPN) | +0,155  |            |
| 6         | Pavel Kelemen (CZE)     | +0,214  |            |
| 7         | Denis Dmitrijev (RUS)   | REL[R1] |            |

| Placering | Cyklist                 | Tid    | Noteringar |
| --------- | ----------------------- | ------ | ---------- |
| 1         | Jason Kenny (GBR)       |        | Q          |
| 2         | Fabián Puerta (COL)     | +0,014 | Q          |
| 3         | Maximilian Levy (GER)   | +0,103 |            |
| 4         | Hugo Barrette (CAN)     | +0,110 |            |
| 5         | Matthew Baranoski (USA) | +0,237 |            |
| 6         | Yuta Wakimoto (JPN)     | +0,345 |            |
| 7         | Hersony Canelón (VEN)   | +0,986 |            |

### Första återkvalet
Vinnaren i varje heat gick vidare till nästa omgång.
| Placering | Cyklist                 | Tid    | Noteringar |
| --------- | ----------------------- | ------ | ---------- |
| 1         | Azizulhasni Awang (MAS) |        | Q          |
| 2         | Hugo Barrette (CAN)     | +0,038 |            |
| 3         | Theo Bos (NED)          | +0,079 |            |
| 4         | Pavel Kelemen (CZE)     | +0,180 |            |

| Placering | Cyklist                 | Tid    | Noteringar |
| --------- | ----------------------- | ------ | ---------- |
| 1         | François Pervis (FRA)   |        | Q          |
| 2         | Yuta Wakimoto (JPN)     | +0,075 |            |
| 3         | Edward Dawkins (NZL)    | +0,114 |            |
| 4         | Angel Pulgar (VEN)      | +0,378 |            |
| 5         | Patrick Constable (AUS) | +1,090 |            |

| Placering | Cyklist                 | Tid    | Noteringar |
| --------- | ----------------------- | ------ | ---------- |
| 1         | Krzysztof Maksel (POL)  |        | Q          |
| 2         | Im Chae-bin (KOR)       | +0,047 |            |
| 3         | Kang Dong-jin (KOR)     | +0,123 |            |
| 4         | Kazunari Watanabe (JPN) | +0,485 |            |
| 5         | Hersony Canelón (VEN)   | +1,237 |            |

| Placering | Cyklist                  | Tid     | Noteringar |
| --------- | ------------------------ | ------- | ---------- |
| 1         | Christos Volikakis (GRE) |         | Q          |
| 2         | Denis Dmitrijev (RUS)    | +0,066  |            |
| 3         | Matthew Baranoski (USA)  | +0,640  |            |
| 4         | Maximilian Levy (GER)    | +1,277  |            |
| 5         | Callum Skinner (GBR)     | REL[R3] |            |

- R3  Relegation for entering the sprinter's lane when the opponent was already there

### Andra omgången
De tre snabbaste åkarna gick till finalomgången; övriga fick köra B-final (för placeringarna 7-12),
| Placering | Cyklist                  | Tid    | Noteringar |
| --------- | ------------------------ | ------ | ---------- |
| 1         | Jason Kenny (GBR)        |        | Q          |
| 2         | Matthijs Büchli (NED)    | +0,261 | Q          |
| 3         | Azizulhasni Awang (MAS)  | +0,271 | Q          |
| 4         | Matthew Glaetzer (AUS)   | +0,325 |            |
| 5         | Christos Volikakis (GRE) | +0,482 |            |
| 6         | Michaël D'Almeida (FRA)  | +1,088 |            |

| Placering | Cyklist                | Tid    | Noteringar |
| --------- | ---------------------- | ------ | ---------- |
| 1         | Joachim Eilers (GER)   |        | Q          |
| 2         | Damian Zieliński (POL) | +0,071 | Q          |
| 3         | Fabián Puerta (COL)    | +0,073 | Q          |
| 4         | Krzysztof Maksel (POL) | +0,130 |            |
| 5         | François Pervis (FRA)  | +0,137 |            |
| 6         | Sam Webster (NZL)      | +1,524 |            |

### Finaler
I finalomgången avgjordes de slutliga placeringarna.

#### B-final (placering 7–12)
| Placering | Cyklist                  | Tid    | Noteringar |
| --------- | ------------------------ | ------ | ---------- |
| 7         | Sam Webster (NZL)        |        |            |
| 8         | Michaël D'Almeida (FRA)  | +0,009 |            |
| 9         | Krzysztof Maksel (POL)   | +0,107 |            |
| 10        | Matthew Glaetzer (AUS)   | +0,322 |            |
| 11        | François Pervis (FRA)    | +0,406 |            |
| 12        | Christos Volikakis (GRE) | +0,514 |            |

#### A-final (placeringar 1–6)
| Placering | Cyklist                 | Tid    | Noteringar |
| --------- | ----------------------- | ------ | ---------- |
| 1         | Jason Kenny (GBR)       |        |            |
| 2         | Matthijs Büchli (NED)   | +0,040 |            |
| 3         | Azizulhasni Awang (MAS) | +0,085 |            |
| 4         | Joachim Eilers (GER)    | +0,110 |            |
| 5         | Fabián Puerta (COL)     | +0,113 |            |
| 6         | Damian Zieliński (POL)  | +0,594 |            |